# بلور تاریک
بلور تاریک (به انگلیسی: The Dark Crystal) نام یک فیلم‌عروسکی، محصول سال ۱۹۸۲ کشور انگلستان در ژانر فانتزی و علمی–تخیلی است. این فیلم به کارگردانی جیم هنسن و فرانک اوز ساخته شده و دارای رده‌بندی سنی ۱۸+ (بالای 18 سال) می باشد.
این انیمیشن، توانست برندۀ جوایز بسیار زیادی بشود. و امتیاز ۷٫۲ را از سایت معتبر IMDB کسب نماید. صداپیشگانی چون اِستفان گارلیک و لیزا مکس‌ول در این انیمیشن به جای شخصیت‌های اصلی صحبت کرده‌اند. انیمیشن بلور تاریک در تاریخ ۱۷ دسامبر سال ۱۹۸۲ میلادی در کشور انگلستان به نمایش عموم مردم گذاشته شد.

## درباره‌ی فیلم بلور تاریک
داستان این فیلم در جهانی تخیلی به وقوع می‌پیوندد. داستان درباره‌ی بلوری مرموز و زندگی‌بخش به نام «بلور حقیقت» است. هزاران سال پیش، در اثر به صف درآمدن کرات آسمانی، این بلور ترک برداشته، نور خود را از دست داده و جهان را در تاریکی و اغتشاش فرو برده‌است. بعد از این واقعه، جهان تاریک میان دو گروه از نیروهای اهریمنی (سکسیس‌ها) و نیروهای صلح‌جو (میستیک‌ها) تقسیم شده‌است؛ نیروهای اهریمنی تقریباً تمام حکومت این جهان را بر عهده دارند.
پس از گذشت هزاران سال دوباره کرات آسمانی به صف‌آرایی نزدیک می‌شوند. و اگر این بار نیز بلور صدمه دیده (که اکنون تاریک است) ترمیم نشود، حکومت اهریمنی ابدی شده و تاریکی بر جهان چیره خواهد گشت. اما در این داستان یک پیشگویی کهن به صورت شعر درباره‌ی نجات جهان توسط موجودی کوچک و مهربان به نام گلفلینگ به صورت زیر وجود دارد.
هنگامی که انوار سه خورشید یکی شوند،
آنچه که به وقوع پیوست و در هم شکست،
باز ادغام شده، و دو نیمه به هم می پیوندد،
یا به دست گلفلینگ، یا به دست هیچ‌کس.

## داستان فیلم

سککسیس‌ها گرد بلور تاریک جمع می‌شوند تا از تابش نیروی کیهانی آن بهره برند.

«جن» نام یک گلفلینگ است که والدینش توسط گروه اهریمنی کشته شده‌اند و نسل گلفلینگ‌ها تقریباً منقرض شده‌است. جن به فرزندی بزرگِ قبیلهٔ نیروهای صلح‌جو در می‌آید و در این سالیان، به یادگیری نزد استاد پیرش و نیز آموختن فنون کیمیاگری و دیگر روش‌های کهن میستیک‌ها می‌پردازد. استاد جن در هنگام مرگش به او سفارش می‌کند که چیزی به نام بلور تاریک را (که در تصرف سکسیس‌ها قرار دارد) ترمیم کند و اگر این کار را نکند، جهان در تاریکی ابدی خواهد ماند. او وقت زیادی ندارد، چون کرات آسمانی در حال به صف درآمدن هستند.

جن پس از مرگ استادش، پا به این سفر مخاطره‌انگیز می‌گذارد. طولی نمی‌کشد که او تکه‌ای از بلور تاریک را، که در نزد یک ستاره‌شناس نگهداری می‌شود را یافته و می‌دزدد. از سویی دیگر امپراتورِ تازه به تخت رسیدهٔ سکسیس‌ها، از این موضوع خبردار شده و فرمان قتل جن را صادر می‌کند. 

جن (سمت چپ) و کیرا (سمت راست) در سفر برای ترمیم «بلور حقیقت» و زدودن تاریکی از آن

اما جن در سفر خود، با گلفلینگی دیگر به نام «کیرا» آشنا می‌شود که او هم بازماندهٔ نسل‌کشی سکِسیس‌ها است. سپس هر دو با همراهی یکدیگر روانهٔ قصر سکِسیس‌ها می‌شوند تا بلور تاریک را از چنگ آنان درآوردند، ترمیم کنند و نور و زندگانی را به جهان بازگردانند. کیرا در این ماجرا به اسارت سکسیس‌ها درآمده و به آزمایشگاهی برده می‌شود که در آن جوهر حیات او را می‌دوشند تا به امپراتور بدهند و امپراتور هم با خوردن آن، جوانی خود را بازیابد؛ اما جن در این هنگام، موفق به رسیدن به تالار بلور تاریک می‌شود.

## دیگر موارد
- پیام فیلم: جهانی دیگر، زمانی دیگر… در عصر شگفتی
- مناظر فیلم در انگلستان تصویربرداری شده‌است.
- این فیلم به دلیل همزمانی با فیلم ئی.تی. موجود فرازمینی چندان مورد استقبال عموم واقع نشد، اما جوایز علمی-تخیلی متعددی را کسب نمود.
- موسیقی متن فیلم اثر ارکستر سمفونی لندن است.[۳]
- سریال The Dark Crystal: Age of Resistance در سال ۲۰۱۹ بر اساس این داستان ساخته شده است.

</ref>
https://www.imdb.com/title/tt6905542/
</ref>
- فیلم دیگری از همین داستان بنام The Power of the Dark Crystal توسط گندی تارتاکفسکی در دست ساخت است.